# Їлакі-є-Арде
Їлакі-є-Арде (перс. ییلاقی ارده) — дегестан в Ірані, у бахші Паре-Сар, в шагрестані Резваншагр остану Ґілян. За даними перепису 2006 року, його населення становило 2518 осіб, які проживали у складі 636 сімей.

## Населені пункти
До складу дегестану входять такі населені пункти:
- Ак-Масджед
- Арде
- Барґам
- Барін
- Васке
- Вісадар
- Ґіль-Яр
- Дештансар
- Дешт-Даман
- Джальд-Бардашт
- Діянсар
- Докан-е-Біджарі
- Зендане
- Когне-Калян
- Когне-Ке
- Куре-Рудбар
- Латум
- Лусе
- Міянруд
- Новдег
- Раздарестан
- Рушанде
- Санґдег
- Сандіке
- Сардарбан
- Сіфе-Дешт
- Сіях-Ларз
- Тат-Балу
- Ходже-Даре
- Чарвадег